# 杉山緑
杉山 諒（すぎやま りょう、1992年9月17日 - ），日本女子水球選手である。元日本代表。神奈川県出身。東京女子体育大学卒業、藤村スイムスクール所属。LGBTであるため、かつては杉山 緑(すぎやま みどり)だったが現在は改名している。現在の職業はホスト。

## 経歴
2014年9月，仁川アジア大会日本代表に選ばれ銀メダル獲得。
2020年 歌舞伎町ホストクラブ［TOPDANDY V］成宮涼